# Robert Thach
 Robert Henry Thach  (ur. 9 listopada 1866 w Athens, zm. 20 listopada 1924 w Birmingham) – amerykański golfista, olimpijczyk z Saint Louis.
Thach startował jedynie na Igrzyskach Olimpijskich w Saint Louis w 1904 roku. Podczas tych igrzysk reprezentował swój kraj w zawodach indywidualnych mężczyzn. W pierwszej części eliminacji uzyskał 98 punktów, a w drugiej zdobył 97 punktów, a łącznie zgromadził ich 195. Wynik ten dał mu 45. miejsce eliminacji (do Ralpha McKittricka (zwycięzcy eliminacji) stracił 32 punkty), lecz do następnej fazy eliminacji awansowało jedynie 32 golfistów, a tym samym Thach odpadł z rywalizacji, kończąc udział w igrzyskach na eliminacjach.